# Woodward L’Orange
Die Woodward L’Orange GmbH ist eine deutsche Maschinenbaufirma mit Sitz in Stuttgart und zählt zu den weltweit führenden Herstellern von Einspritzsystemen für Großdieselmotoren. Sie hat das erste Serien-Common-Rail-System für große Dieselmotoren entwickelt und produziert. Woodward L’Orange ist Zulieferer der Motorenbauer und seit 2018 Teil von Woodward Inc. Zuvor gehörte die L'Orange GmbH zur Rolls-Royce Power Systems AG.

## Geschichte
Am 9. September 1933 gründete Rudolf L’Orange, Sohn von Prosper L’Orange, zusammen mit seinem Bruder Harro die Gebrüder L’Orange Motorzubehör GmbH in Stuttgart. Zunächst fertigten sie Stempel, Zylinder, Nadeln und Nadelführungen für Einspritzpumpen an Flug- und Schiffsmotoren. Zur Firmengründung kam es, da der Vater des Gründers seine Erfindungen und die Herstellungsrechte daran an Bosch verkauft hatte.
In Hamburg gründete L’Orange die Zweigfirma Norddeutsche L’Orange GmbH Hamburg, um die Marine mit seinen Produkten beliefern zu können. Mit dem Aufkommen neuer Antriebstechniken entwickelte und erfand Rudolf L’Orange neue Einspritzsysteme, zum Beispiel die Zweimengendüse für eine kontinuierliche Zerstäubung. Durch die gute Resonanz auf seine Produkte konnte er daraufhin drei weitere Betriebe eröffnen: in Dresden, Niederschöneweide bei Berlin und Neudamm in Pommern. Um der Zerstörung im Zweiten Weltkrieg zu entgehen, wurde der Berliner Betrieb nach Glatten im Schwarzwald verlegt.
1947 wurde nach Kriegsende ein Neubeginn für das junge Unternehmen angestrebt. Zusammen mit Karl Maybach, der L’Oranges Gleichstromsystem für seine schnelllaufenden, leichten Großdieselmotoren für Lokomotiven und Schiffe nutzte, wurde das Unternehmen wieder erfolgreich.
L’Orange entwickelte zusammen mit Maybach um 1950 das Pumpe-Düse-System, das aufgrund verschiedener Vorteile bald darauf für Großdieselmotoren unentbehrlich wurde. Diese Neuerfindung brachte L’Orange so viel Erfolg, dass von Glatten aus bald wieder Zweigbetriebe in München, Hamburg und Stuttgart-Zuffenhausen eröffneten.
Nach dem Tod von Rudolf L’Orange im Jahr 1958 führte seine Witwe das Unternehmen bis 1978 weiter.
ITT Automotive übernahm im Jahr 1979 sämtliche Geschäftsanteile der Familie L’Orange, verkaufte diese aber bereits 1985 weiter an die MTU München. Kurz darauf konnte dann im Jahr 1989 das zweite Produktionswerk in Wolfratshausen eingeweiht werden.
Im Jahre 1995 wurde L’Orange an MTU Friedrichshafen verkauft und schließlich 2006 in den Tognum-Konzern eingegliedert (seit 2014 Rolls-Royce Power Systems).
Im Jahr 2009 wurde dann das Tochterunternehmen L’Orange Fuel Injection Trading (Suzhou) Co., Ltd. in China gegründet. 2014 gründete L'Orange seinen dritten Produktionsstandort in Ningbo (China), der zugleich das erste Werk außerhalb Deutschlands war. Im April 2018 verkaufte Rolls-Royce Power Systems die Firma an den Mitbewerber Woodward in den USA.

## Standorte

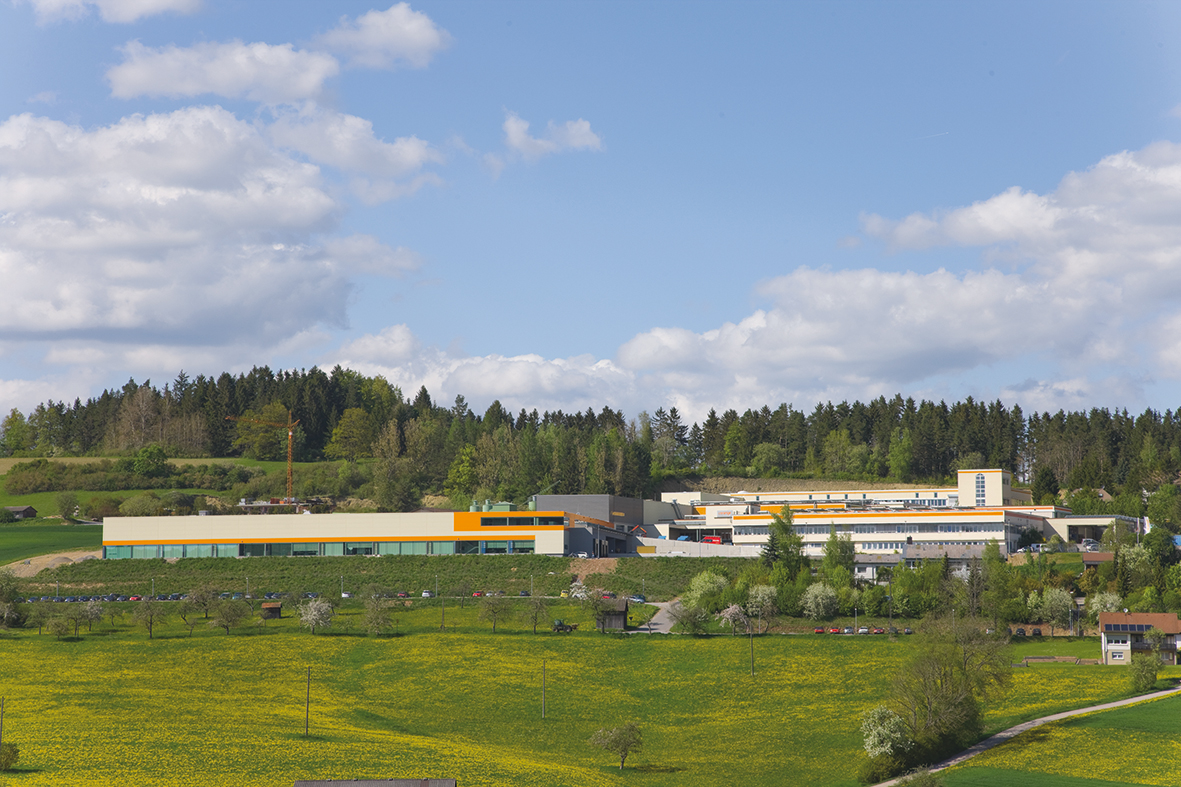
Woodward L'Orange Standort Glatten

Woodward L’Orange hat derzeit vier Standorte in Deutschland sowie ein Tochterunternehmen in China – die L’Orange Fuel Injection Trading Suzhou.
In Stuttgart-Zuffenhausen befinden sich Geschäftsführung, Entwicklung und Vertrieb. Die Produktion befindet sich einerseits in Glatten bei Freudenstadt, wo das gesamte Produktportfolio gefertigt wird. Am zweiten Produktionsstandort in Wolfratshausen werden Einspritzdüsen fertiggestellt. In Rellingen bei Hamburg und in Suzhou in China befinden sich die Service-Center der L’Orange. Außerdem existierte von 2014 bis 2020 ein dritter Produktionsstandort in Ningbo (China).